# Architekten- und Stadtplanerkammer Hessen
Die Architekten- und Stadtplanerkammer Hessen (AKH) ist eine Länderarchitektenkammer mit ca. 11.250 Mitgliedern (Stand: 1. Januar 2021). Sie wurde im Jahr 1969 als Architektenkammer Hessen gegründet und ist als Selbstverwaltungsorgan aller hessischen Architekten, Innenarchitekten, Landschaftsarchitekten und Stadtplaner im Hessischen Architekten- und Stadtplanergesetz als Körperschaft des öffentlichen Rechts gesetzlich verankert.

## Aufgaben
Der Gesetzgeber – das Land Hessen – hat der AKH eine Reihe von Aufgaben zugewiesen, die sie unter Wahrung des Interesses der Allgemeinheit zu erfüllen hat. Diese Aufgaben sind im Hessischen Architekten- und Stadtplanergesetz niedergelegt:
Sie setzt sich für die berufspolitischen Interessen des Berufsstandes auf allen Ebenen (Kommunen, Kreise, Land, Bund, Europa) ein. Weiter berät sie die Mitglieder in allen Fragen der Berufsausübung und unterstützt sie bei der Erfüllung ihrer Berufsaufgaben. Eine weitere Aufgabe ist die Überwachung der gesetzlich festgelegten Berufspflichten. Außerdem führt die Berufsverzeichnisse (Architektenliste, Stadtplanerliste, Liste der Berufsgesellschaften) und sorgt im Sinne eines aktiven Verbraucherschutzes dafür, dass nur durch Ausbildung, inhaltlich regulierte Praxiszeit und kontrollierte Pflichtfortbildung qualifizierte Personen die Berufsbezeichnung Architekt, Landschaftsarchitekt, Innenarchitekt oder Stadtplaner tragen. Die Kammer stellt die berufliche Fortbildung ihrer Mitglieder sicher. Zudem erteilt die große Bauvorlageberechtigung. Sie unterstützt Parlament, Landesregierung, Behörden und Gerichte mit fachlichen Stellungnahmen und Gutachten und arbeitet in allen wichtigen Gremien mit, die sich mit der zeitgemäßen Weiterentwicklung von Baunormen und -vorschriften befassen. Weiter engagiert sie sich für die Baukultur in Hessen, indem sie städtebauliche und Realisierungswettbewerbe fördert und deren fachliche Durchführung gemäß aktuell geltender Regeln überwacht. Eine weitere Aufgabe ist die Schlichtung von Streitigkeiten zwischen Mitgliedern und Dritten. Sie bestellt und vereidigt Sachverständige.

## Mitglieder
Die Mitgliedschaft verpflichtet die Mitglieder, gesetzlich geregelte Berufspflichten einzuhalten – etwa die, sich als Sachwalter des Bauherren ihre Unabhängigkeit zu bewahren, nur sachlich zu werben, das Urheberrecht zu beachten, sich selbst regelmäßig fortzubilden und die Fortbildung ihrer Mitarbeiter zu fördern. Außerdem müssen selbständig tätige Architekten eine Berufshaftpflichtversicherung abschließen, um im Schadensfall für Sach- und Vermögensschäden aufkommen zu können.

## Das Haus der Architekten in Wiesbaden
Die Geschäftsstelle der AKH – das Haus der Architekten – befindet sich in der Bierstadter Straße 2 in Wiesbaden. Das Gebäude wurde Ende des 19. Jahrhunderts ursprünglich als Hotel errichtet und später auch als Beamtenerholungsheim genutzt, bevor es von 1946 bis 2004 Teil der Hessischen Staatskanzlei war. Die AKH erwarb das historische Gebäude 2005 vom Land Hessen. Nach einem moderaten Umbau und Sanierung beherbergt das Haus seit Mai 2007 die Geschäftsstelle der AKH.